# International Journal of Myriapodology
International Journal of Myriapodology – recenzowane czasopismo naukowe otwartego dostępu, publikujące w dziedzinie myriapodologii.
Tematyka pisma obejmuje biologię, zachowanie, ekologię, systematykę, taksonomię, genetykę, morfologię i inne dziedziny badań nad wijami. Publikowane są w nim opisy nowych taksonów, klucze i rewizje taksonomiczne, katalogi i checklisty, analizy filogenetyczne i ewolucyjne, artykuły biogeograficzne i metodologiczne, monografie, konspekty, atlasy, sprawozdania z konferencji naukowych itp..
Redaktorem naczelnym pisma jest Henrik Enghoff, a redaktorem zarządzającym Pavel Stoev.
Pismo indeksowane jest przez Zoological Record, BIOSIS Previews, Google Scholar, Vifabio i BHL Citebank.